# Orden des Lächelns
Der Orden des Lächelns (polnisch Order Uśmiechu), manchmal auch als Medaille des Lächelns bezeichnet, ist eine Auszeichnung von Kindern für Erwachsene, die sich weltweit besonders für das Wohl von Kindern und Jugendlichen engagiert haben.

## Geschichte

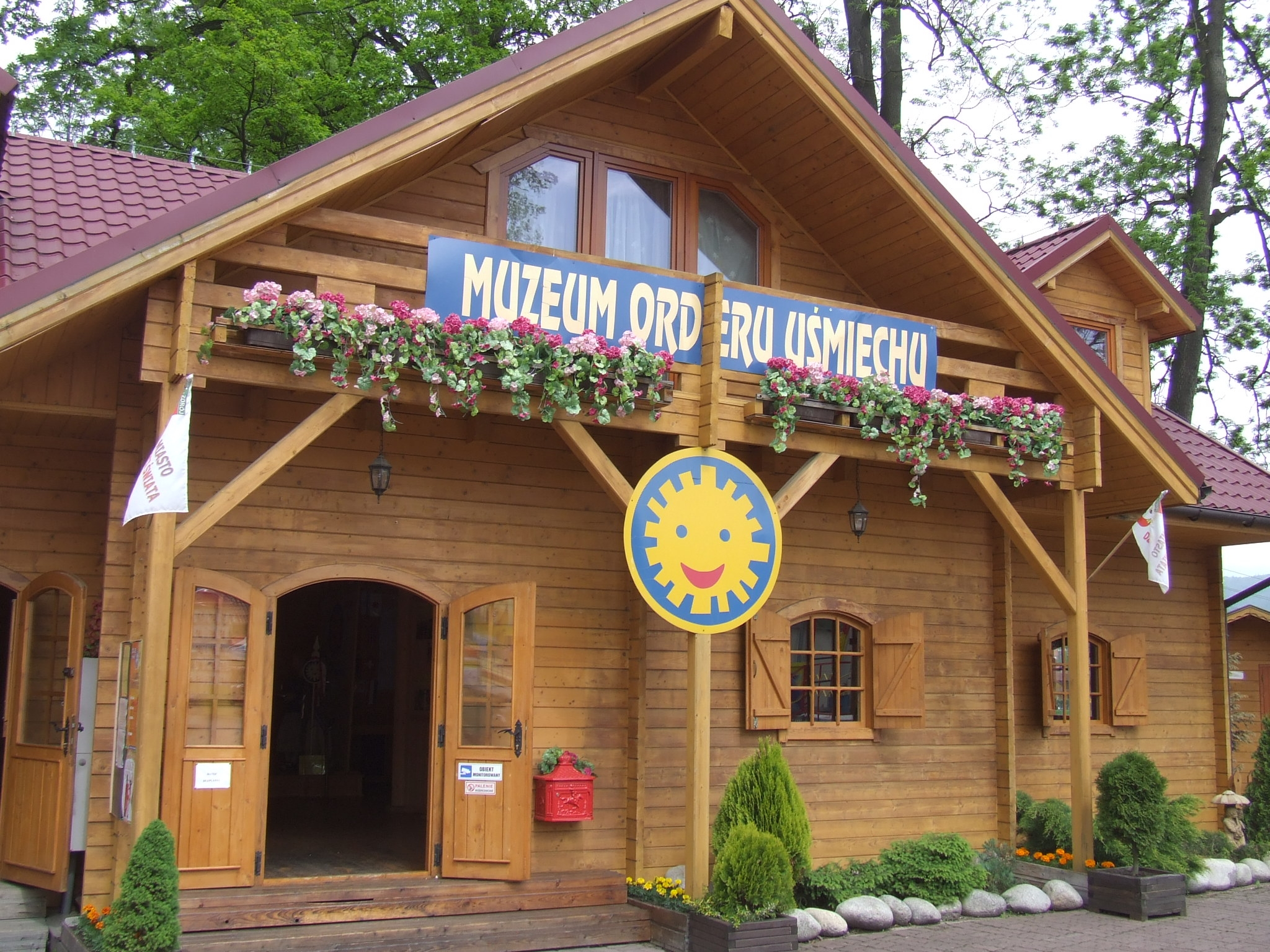
Museum des Ordens des Lächelns

Der Orden des Lächelns wird seit 1968 verliehen. Die Idee stammte von Kindern aus einem Rehabilitationskrankenhaus bei Warschau. Sie wurde von Redakteuren des Kurier Polski aufgegriffen. Diese riefen eine landesweite Aktion ins Leben, in der die Kinder den Orden gestalten sollten. Über 44.000 Entwürfe gingen ein. Die Jury wählte das Bild der neunjährigen Ewa Chrobak (* 1958) aus Głuchołazy, das eine lachende Sonne darstellt. So wurde der Orden gegründet.
Im Jahr 1979 (das vom Internationalen Jahr des Kindes angekündigt wurde) hat der Generalsekretär der Vereinten Nationen Kurt Waldheim den Orden offiziell anerkannt. Ab diesem Zeitpunkt wurde der Orden des Lächelns zu einem internationalen Orden.
1996 wurde in Rabka, auf dem Gelände des als „Rabkoland“ bekannten Familienparks, das Museum des Orden des Lächelns gegründet. Nachdem die Region den offiziellen Status einer „Stadt der Kinder aus aller Welt“ erhalten hatte, wurde die Initiative zur Eröffnung eines ständigen polnischen Weihnachtsmanndorfes ergriffen, das an den Weihnachtsmann adressierte Briefe von Kindern aus ganz Polen entgegennehmen sollte.
Im Jahr 2003 fand eine Sitzung der Internationalen Charta des Ordens des Lächelns erstmals außerhalb des Warschauer Hauptquartiers in Świdnica statt, wo das Zentrum für Kinderfreundschaft errichtet wurde. Świdnica wurde offiziell als „Hauptstadt der Kinderträume“ betitelt, und am 21. September 2003 wurde der 21. September zum Tag der Kinder des Ordens des Lächelns erklärt.

## Kapitel des Ordens des Lächelns
Dem Internationalen Kapitel des Ordens des Lächelns gehören 59 Mitglieder an. Sie kommen aus Polen, England, Argentinien, Australien, Belarus, Belgien, Frankreich, Israel, Kanada, Deutschland, Russland, Tunesien, der Ukraine, den USA, Ungarn, Italien, Rumänien, Litauen, Tschechien, Georgien, Armenien, Japan und Serbien.
Der Vorsitzende im Internationalen Kapitel des Ordens des Lächelns ist der Kanzler, seit dem 19. Januar 2007 ist dies Marek Michalak.
Über die Verleihung entscheidet das Internationale Kapitel des Ordens des Lächelns. Die Vertreterin Deutschlands ist derzeit Irene Fahle, Lehrerin und ihrerseits Ritterin des Ordens des Lächelns.

## Ritter
Bis Ende 2018 wurden 964 Personen aus über 51 Ländern ausgezeichnet, unter anderem der Filmregisseur Steven Spielberg, der 14. Dalai Lama, Papst Johannes Paul II., Henryk Kardinal Gulbinowicz, Ignacy Jeż, König Abdullah ibn Abd al-Aziz von Saudi-Arabien, der Künstler Peter Ustinov, der südafrikanische Anti-Apartheid-Kämpfer und Präsident Nelson Mandela, der polnische Bürgerrechtler Jacek Kuroń, Königin Silvia von Schweden, Sarah Ferguson, die Talkshow-Moderatorin Oprah Winfrey, die Schwimmerin Otylia Jędrzejczak, der polnische Lyriker Jan Twardowski, die Kinderbuchautorin Astrid Lindgren und die Ordensfrau Mutter Teresa. Zu den Geehrten gehören auch die Harry-Potter-Autorin Joanne K. Rowling, der polnische Karikaturist und Kinderbuchzeichner Zbigniew Lengren und Tove Jansson, die Schöpferin der Mumins, der Kosmonaut Mirosław Hermaszewski sowie der Kunsthistoriker Marek Kwiatkowski.
Zu den deutschen Rittern des Ordens des Lächelns gehören der Sandmännchen-Vater Gerhard Behrendt, die Musiker und Sänger Peter Maffay und Rolf Zuckowski, die Künstlerin und Stifterin Gerdi Gutperle mit ihrem Kinder- und Entbindungskrankenhaus in Indien, dem Gerdi Gutperle Agasthiyar Muni Children And Maternity Hospital im südindischen Tamil Nadu, die Organisatorin der Kinderfestivals in München Elżbieta Zawadzka und die Lehrer und Erzieher Günter Barthel, Gisela Siebe und Irene Fahle, österreichischer Ritter war Bundespräsident Kurt Waldheim. Als älteste Ritterin wurde im Jahr 2007 Irena Sendlerowa im Alter von 97 Jahren ausgezeichnet, und als jüngster Ritter erhielt Marek Michalak 1994 im Alter von 23 Jahren den Internationalen Orden des Lächelns.